# 英国法
イギリス（グレートブリテンおよび北アイルランド連合王国。海外領土および王室属領は含まない）の法制度は、イングランド法、スコットランド法および北アイルランド法の3つの法体系から構成されている。
「英国法（えいこくほう）」ないし「イギリス法（イギリスほう）」という語はイングランド法を指すことも多いが、本項ではイギリス全体の法体系について解説する。

## 概要
連合王国は、大まかに言えば、グレートブリテン島の南半分を超えるエリアを占める「イングランド」、その北に位置するスコットランド、イングランドの西に位置する「ウェールズ」、そして、グレートブリテン島の西に位置するアイルランド島の北東部を占める北アイルランドから構成される。
ウェールズは、1282年にイングランド王国に吸収された後もウェールズ辺境領として独自の法域であり続けたが、1536年にはウェールズ辺境領の廃止とともに独自の法域としての地位も喪失し、イングランドおよびウェールズとして単一の法域を形成するに至った。イングランドおよびウェールズにおける法は、英語ではEnglish lawやthe laws of England and Walesと呼ばれる。したがって、日本語でも「イングランド法」や「イングランドおよびウェールズ法」などと呼ぶべきであろうが、便宜的に「英国法」や「イギリス法」と呼ばれることが多い。
イングランド法は、ゲルマン法の一支流であるアングロ・サクソン法を背景として成立した法体系である。イングランドは、ドイツのアンゲルン半島から来たアングル人の国という意味でゲルマン系であるのに対し、ウェールズ、スコットランド、アイルランドは、ケルト系の先住民の国である。後にノルマン人によって征服された歴史をもつ英国は、成立の始めからして多民族国家であり、言語も宗教も異なる。このことが「イングランド法」の歴史に深い影響を及ぼしている。
イングランド法は、大英帝国時代に植民地へ継受され、大陸法（シビル・ロー）と対置される英米法（コモン・ロー）をとる世界中の国々の法制の基礎となり、例えば、（ルイジアナ州を除く）アメリカ合衆国の各州法にも多大な影響を与えている。
なお、スコットランドや北アイルランド、海外領土や王室属領は、イングランドおよびウェールズと別の法域であり、したがって、イングランド法も適用されない。もっとも、旧植民地の各法域と同様に、ある時期のイングランド法を承継していたり、或いは、イングランド法の影響を強く受けている。

## 歴史

### イングランド法の歴史
英国は、日本国憲法やアメリカ合衆国憲法のような憲法典を有さない。のみならず、そもそも英国法上は、国家権力を一般的・包括的に把握する機能を有する「国家」という概念が存在せず、その代わりに王（King）・女王（Queen）ないし国王（the Crown）という概念が便利なシンボルとして機能してきた。英国は、形式的に全ての権力が国王に属するとされつつも、それぞれの機構が実質的に権限を行使する、という立憲君主制をとっている。このような政治体制になったのは、英国（特にイングランド）の歴史そのものが国王との権力闘争で国王から徐々に権力を奪って国王大権を制限してきた歴史に他ならないからである。
その意味でイングランド法の歴史は、1066年のウィリアム征服王による封建制の確立に始まると言っていい。
ウィリアム1世は、国王を補佐する「バロン」と呼ばれる直臣貴族からなる「王会」（Curia Regis）を設置し、強固な封建的支配体制を確立しつつも、古来からのゲルマン的慣習を尊重するという妥協的な政策をとった。そのため、慣習から「発見」（discover）されるものであるコモン・ローは、人の手によって変更することができないものとされた。このように、イングランド法における「法」（Law）とは、成文化された「法律」（a law, laws）のことでなく、判例が第一次的な法源とされる不文法・慣習法のことであり、それゆえに中世の慣習との歴史的継続性が強調されるのである。
1154年にヘンリー2世が神判を禁止して陪審制を復活させ、各地方に国王直属の多数の裁判官を派遣する巡回裁判（assize）制度を創設したことがコモン・ローの発達を促し、これがイングランド法に固有の、そして、後に英米法体系の国々に引き継がれることになる、特徴を形成していった。その意味でイングランド法の歴史は、コモン・ローの歴史でもある。詳細はコモン・ロー、英米法の特色を参照。
1215年のマグナ・カルタは、コモン・ローが王権に対しても優位することを確認するものであるが、あくまでその内容は、バロンの中世的な特権を保障するものに過ぎなかった。にもかかわらず、これが後に歴史的な継続性の強調によって法の支配と結びついて復活し、基本的人権を保障する近代立憲主義の理論として重大な役割を果たすようになった。
その後、王会は、大評議会と小評議会とに分かれた。大評議会は、後に貴族が王宮の議事堂で会議するようになったことから、これが貴族院（House of Lords）に発展し、他方で庶民は、ウェストミンスター大修道院の食堂で会議を開くようになり、これが庶民院（House of Commons）に発展した。このことが、貴族のみならず、庶民（commoner）の政治的な権限が増大して行く契機となった。
一方、小評議会は、後に国王評議会（King's council）に発展した上で、財務府と大法官とに分かれた。1272年にエドワード1世が即位すると、国王が自ら裁判所を主宰することもなくなったことから、財務府は、「王座裁判所」（Court of King's Bench）、「財務府裁判所」（Court of Exchequer） 、「人民間訴訟裁判所」（Court of Common Pleas）の3つに分かれて発展し、コモン・ロー裁判所（common-law court）と呼ばれるようになった。
13世紀から15世紀にかけて法曹のギルドである法曹院が創設されて行ったことで高度な専門教育が為されるようになり、法廷弁護士が事務弁護士との職域争いで勝利していく過程で法曹一元制が確立し、そして、コモン・ローの王権に対する優位を根拠に、国王から徐々に独立して権限が行使されるに至った。他方で、このことがコモン・ローの形式化・硬直化という弊害を生みだし、これがエクイティを発展させることとなり、現在のコモン・ローとエクイティとの法の二元性を形成するきっかけとなった。
また、法曹院による専門教育と一般の素人による陪審員制度という正反対の性質の制度が組み合わさることにより、現代に至る様々なコモン・ローの特色が形成された。陪審制の下では、素人でも適正な判断をすることができるようにする必要があり、その判断のための一定の基準が判例によって徐々に形成されて行った。その結果、イングランド法では、実体法が手続法の隙間から滲み出て来る、という性質を有するに至り、大陸法体系における総則規定や抽象的な法律行為等の専門的な概念を嫌うようになった。同様に、この素人にも適正な判断ができるようにするという見地から、当事者主義（adversarial system）、口頭主義、直接主義、伝聞法則等に支えられた高度で専門的な法廷技術が発展したのである。
1688年、メアリー、そして、その夫でオランダ統領のウィリアム3世（ウィレム3世）、この2人をイングランド王位に即位させた名誉革命が起こり、これを受けて、1689年に権利章典、1701年に王位継承法が成立することにより、議会が国王との権力抗争で最終的な勝利を手に入れた。その結果、議会の意思が国内において絶対的な効力を有するものとされ、「女を男にし、男を女にすること以外は何でもできる」と表現された「国会主権」（議会主権とも。Parliamentary Sovereignty）が確立された。これは、日本のように国民主権概念が当然とされている国からすると分かりにくい概念であるが、主権をもつ「議会における国王」（King in Parliament）とは、国王が貴族院や庶民院と並んで議会を構成するものとされ、立憲君主制と矛盾しない概念とされていることを念頭に置けば、英国の歴史に即した概念であることを理解できる。
また、1701年王位継承法が裁判官の身分保障を規定したことにより、法の支配が現実の制度として確立され、法の下の平等に従い、通常裁判所を通じて市民的自由を保障することが必要とされ、その結果、司法権の役割が重視されることになった。以後、法の支配は、国会主権（議会主権）と並ぶイギリス憲法の二大原理とされるようになった。
英国では、権力分立は、日本やアメリカ合衆国の三権分立のような、立法権、行政権、司法権の三権で考えるのでなく、国王、貴族院、庶民院の3つの権力が議会の内部における均衡と抑制とを図ることにより、市民的自由を保障する原理である、と考えられている。
英国では、立法権と司法権との分立が厳格でなく、議会が裁判所の機能を併有してきた歴史があり、貴族院が最高裁判所に該当する機関であったことや、その議長であった大法官が最高裁判所の長にも該当したことも、英国に独特の権力分立のあり方といえる。
貴族院の判決は、先例（判例法）として自ら（貴族院）を含む全ての裁判所を拘束し、議会による立法によってしか修正や廃止をすることができない、という厳格な先例拘束性の原理が採用されている。例えば、謀殺は、コモン・ロー上の犯罪であり、裁判所の憲法上の権限および先例によって違法とされる。したがって、謀殺を違法とする成文化された制定法は、英国に存在しない。謀殺には、従来、死刑が許容されていたが、1998年、議会による修正を受け、無期刑が義務付けられている。現在も効力を遺す最古の法律は、1267年（52 Hen. 3）マールバラ法（Statute of Marlborough）の一部であるthe Distress Actである。マグナ・カルタの3つの節は、1215年に調印され、イングランド法の発達にとって大きな出来事であったが、法律に統合されたのは1297年であったとみられる。
内閣（Cabinet）は、17世紀の後半に、国王を補佐する枢密顧問官が集まって国の方針を決めたことから始まり、1714年にジョージ1世が即位すると、国王が自ら出席することもなくなり、ウォルポールが閣議を主宰するようになったことから、徐々に首相という地位が形成されていった。
以後、国王の「君臨すれど統治せず」との慣行が憲法的習律として不文の憲法となり、英国の立憲君主制が完成するのである。

### スコットランド法の歴史
スコットランド法の歴史は、コモン・ロー裁判所を整備したエドワード1世による侵略に始まる。詳細は、スコットランドの歴史を参照。
1292年にエドワード1世は、スコットランドに侵略し、これを一時的に隷属下に置くことに成功した。このことを契機にスコットランド法もコモン・ローの影響を受け始める。英国では、国王が直に登用した有意な人物を各地に派遣するシェリフ制度があったが、これが現在も存在するシェリフ裁判所に発展する。
その後、スコットランドでは、英国に対する数々の反乱が起こり、14世紀初頭までに再び独立を果たし、15世紀に至って現在と殆ど同じ領域で政治的に統一された。そのため、スコットランドは、英国に対抗する必要上、たびたびフランスと同盟したことから、その文化交流によって大陸法を知ることになる。
16世紀になると、英国の法曹院に対抗するかのように、法曹のギルドであるファカルティ・オブ・アドヴォケイドが高度な法曹教育を行うようになる。スコットランドでは、英国と同様に法廷弁護士と事務弁護士とが区別されていたが、多数のアドヴォケイド候補生がボローニャ大学やパリ大学に留学し、大陸法を学んだことから、一時的にコモン・ローから分離して大陸法が主流化する傾向が顕著になる。
英国で宗教改革が起ると、英国に対抗する必要からオランダとの交流を深め、オランダ法を積極的に取り入れるようになった。
1503年にスコットランド王ジェームズ4世がイングランド王ヘンリー7世の娘マーガレット・テューダーと婚姻したことにより、イングランドと同盟的な関係へ移行した。このことを契機に再びコモン・ローの影響が強くなり、併合に至らぬ同盟関係という微妙な距離感が、スコットランド独自の慣習を残した独特の法体系を形成する要因ともなる。

### 北アイルランド法の歴史
アイルランド法の歴史は、コモンロー発展のため、全土に統一的な司法制度、裁判システムを創設したヘンリー2世のアイルランド侵略に始まる。
12世紀にヘンリー2世がアイルランド侵略に着手すると、息子のジョンが「アイルランド卿」の称号を父から継いでアイルランドを支配するようになった。もっとも、その支配権はとても完全なものと言えず、本土と同様にアイルランド古来の慣習を尊重するという妥協的な政策を強いられた。このことが、アイルランドにも長い時間をかけて徐々にコモン・ローが根付く契機となった。
1541年にヘンリー8世が「アイルランド王」を自称し、この後もアイルランドへの出兵を断続的に継続してゆき、ジェームズ1世の治世にイングランドのアイルランド全島の支配が確立した。アイルランドのケルト系の先住民はカトリックに改宗し、徐々にイングランドのアイルランドへの影響も大きなものとなってゆき、17世紀から18世紀にかけてアイルランド支配は確立するが、それでもアイルランドが完全に同一化することはなかった。アイルランドでは、宗教改革後もカトリックを固持したため、プロテスタントに改宗して国教会（聖公会）を樹立していたイングランドからカトリック信者のアイルランド人が選挙権・被選挙権を制限されるなど、長らく差別や抑圧の時代が続くが、1800年合同法によって英国（グレートブリテン王国）と合併する（グレートブリテン及びアイルランド連合王国）に至る。アイルランド議会は解散することとなる。
1920年にアイルランド統治法が制定されたことにより、1922年にアイルランド北部を占めるアルスター地方の6州は、英国にとどまることとなって現在の北アイルランドとなるが、南部26州がアイルランド自由国となって英国の自治領となり、後に独立してアイルランド共和国になる。
北アイルランドでは、このアイルランド統治法によって北アイルランド議会が設置され、英国の議会から広範な立法権が委譲された。北アイルランド議会は、英国同様、国王の代理としての総督、上院、下院の三者で構成されており、北アイルランド執行委員会と呼ばれる内閣が組織され議院内閣制がとられるようになった。

## 英国の各法域
連合王国は、異なった法体系を有する複数の法域に分かれており、それぞれが独自の法体系を有する。

### イングランドおよびウェールズ
イングランドおよびウェールズは、単一の法域を構成する。

### スコットランド
スコットランドは、フランス法の強い影響を受けただけでなく、教会法やスコットランド固有の慣習に基づく、混交した法体系を有している。現在では、イングランド法の影響を受け、スコットランド法に対するコモン・ローの優位が認められているが、イングランドおよびウェールズとは別の法域である。

### 北アイルランド
北アイルランドは、コモン・ローを基本としている。にもかかわらず、議会が停止され、独自の立法が認められていない間もなおそれ自体がイングランド及びウェールズとは別の法域のままであった。

### 連合王国外の関連する法域
Dicey & Morris（p26）によると、ブリテン諸島（the British Islands）には、以上の3つの法域のほかに、マン島、ジャージー、ガーンジー、オルダニー、サークという5つの法域が存在する。これらは、連合王国に属しないが、連合王国の外交権に服する。また、そのほかにも、イギリスの海外領土である、例えばケイマン諸島や英領ヴァージン諸島もそれぞれが1つの法域とされている。
もっとも、法律によっては複数の法域を適用範囲とするものがある点には留意を要する。連合王国全体に適用があるものとして、Bills of Exchange Act 1882（1882年為替手形法）がある。グレートブリテン全体に適用があるものとして、en:Companies Act 1985（1985年会社法）がある。

### 地方分権化の波
サッチャー政権下に地方分権の流れが始まり、1997年の住民投票の実施によりウェールズへの権限委譲が実施され、ウェールズ議会（National Assembly for Wales）にある程度の自治権が認められた。
その後、2007年ウェールズ総選挙によってウェールズ議会に独立した立法権が認められた。これは、2006年ウェールズ統治法（Government of Wales Act 2006）によりウェールズ議会政府（Welsh Assembly Government）の第1次立法権が認められたことによるものであるが、民事及び刑事の裁判所を通じて形成される法体系はイングランドとウェールズで統一されたままである。
ウェールズのイングランドとの大きな違いとして、ウェールズ語の使用もある。これは、イングランドを除きウェールズだけにおいて適用される法律によるものである。連合王国の議会制定法である1993年ウェールズ語法（Welsh Language Act 1993）は、ウェールズ語をウェールズにおいて公共領域に関する限りで英語と等しい地位のものとしている。ウェールズ語はまたウェールズの裁判所においても使用することができる。
伝統的に、法域としてのイングランド及びウェールズは単にイングランドと呼ばれてきたが、この用法は、この数十年においては政治的に受け容れがたくなってきている。